# Jürgen Driehaus
Jürgen Driehaus (* 23. Juli 1927 in Osnabrück; † 29. Dezember 1986 in Nürnberg) war ein deutscher Prähistoriker.

## Leben
Von 1934 bis 1947 besuchte er – unterbrochen durch den Militärdienst im Zweiten Weltkrieg – die Volksschule und das Gymnasium in Osnabrück. Danach studierte er von 1948 bis 1953 Vor- und Frühgeschichte, Klassische Archäologie und Alte Geschichte an den Universitäten Münster, Tübingen, Marburg und München. Nach der Promotion über die Altheimer Gruppe war er von August 1953 bis Oktober 1954 am  Bayerischen Landesamt für Denkmalpflege in München tätig. Danach bereiste er 1954/55 als Stipendiat der Römisch-Germanischen Kommission den Vorderen Orient. Nach seiner Rückkehr war er von Mitte November 1955 bis Ende 1961 wissenschaftlicher Assistent und Referent am Römisch-Germanischen Zentralmuseum in Mainz. Bereits hier wandte er sich technischen Fragestellungen im Zusammenhang mit archäologischen Funden zu.
Danach wechselte er an das Rheinische Landesmuseum in Bonn, wo er von Januar 1962 bis Oktober 1968 beschäftigt war. Hier richtete er die Urgeschichtliche Schausammlung für die Neueröffnung des Museums ein, die im Juli 1967 erfolgte. Bis 1966 oblag ihm außerdem die Betreuung der Archäologischen Landesaufnahme (vor allem der Kreise Bergheim (Erft) und Kempen-Krefeld), die Beratung der Werkstätten und Labors und die Wahrnehmung des Urgeschichtsreferats. Aus seinem Interesse für die Anwendung naturwissenschaftlich-technischer Verfahren in der Archäologie resultierten die Einrichtung eines Röntgenlabors am Museum und eine grundlegende Arbeit zum Thema „Archäologische Radiographie“.
Nach seinem Wechsel von Bonn ans Seminar für Ur- und Frühgeschichte der Universität Göttingen habilitierte er sich im Jahre 1972 über das Waldalgesheimer Fürstengrab und war in Göttingen als Dozent tätig. Seine Lehrtätigkeit konzentrierte sich auf die vorrömischen Metallzeiten und chronologische Fragestellungen. Seinen übergreifenden Fachinteressen entsprechend, hielt er auch Seminare und Übungen über die Themen Kulturwissenschaft und Öffentlichkeit, Redaktion und Organisation wissenschaftlicher Arbeiten, Ausstellungstechnik, Fundaufnahme und Fundbeschreibung. Darüber hinaus arbeitete er interdisziplinär mit der Naturwissenschaftlichen und der Pädagogischen Fakultät zusammen und engagierte sich im Bereich der Studienreform.
Seit Anfang der 1970er Jahre besaßen er und seine Ehefrau ein Bauernhaus über dem Bolsenasee unweit des Monte Bisenzo in Latium in Mittelitalien. Im antiken Stadtgebiet von Visentum (Bisenzio) führten sie zwischen 1975 und 1982 in Zusammenarbeit mit den italienischen Prähistorikern Renato Peroni und Francesco di Gennaro ausgedehnte Feldbegehungen durch. Daraus entstand eine postum erschienene Studie. Auch engagierten sie sich im Natur- und Denkmalschutz in der Region. Hier lernte er auch den Schriftsteller Peter Rühmkorf kennen, mit dem ihn eine Freundschaft verband.
Seit 1983/84 litt er an Kehlkopfkrebs. Im Wintersemester 1983/84 hielt er seine letzte Vorlesung und leitete im Sommersemester 1985 sein letztes Seminar sowie eine Exkursion nach Süd- und Mittelengland, auf der er schwer erkrankte. Ende des Sommersemesters 1985 musste er deswegen in den krankheitsbedingten Ruhestand treten, den er in Nürnberg und in Italien verbrachte.
Er starb am 29. Dezember 1986 im Alter von 59 Jahren in der Universitätsklinik Erlangen-Nürnberg.
Jürgen Driehaus war korrespondierendes Mitglied des Deutschen Archäologischen Instituts.

## Schriften (Auswahl)
- Die Altheimer Gruppe und das Jungneolithikum in Mitteleuropa. Verlag des Römisch-Germanischen Zentralmuseums, Mainz 1960 (Digitalisat).
- Archäologische Radiographie (= Archaeo-Physika. 4, ZDB-ID 400876-5). Rheinland-Verlag, Düsseldorf 1968.
- Ricerche su un insediamento arcaico a Monte Bisenzo. In: Studi Etruschi. 53, 1985, ISSN 0391-7762, S. 51–64.
- Die Panzer von Augsburg und Vize. Eine Untersuchung zur Metalltechnologie im 1. Jahrhundert n. Chr. Mit Beiträgen von Christoph Raub und Lothar Bakker und einem Vorwort von Maria Radnoti-Alföldi. In: Bericht der Römisch-Germanischen Kommission. Band 91, 2010, S. 339–408.